# Gat seychellois
El gat seychellois és una raça de gat molt recentment reconeguda, bàsicament un gat siamès amb taques blanques. Són gats molt juganers i entremaliats, però amb molt de caràcter. Igual que el gat oriental, el Seychellois també té la seva versió de pèl llarg. El seu nom fa referència a les illes Seychelles encara que aquests gats no en provenen en realitat.

## Origen
Va aparèixer com a producte de l'encreuament d'orientals bicolors portadors del gen siamès amb orientals portadors del gen siamès i amb siamesos. Al principi aquests gats no tenien cabuda dins de les races reconegudes i eren registrats com RIEX (registre experimental), per ser un color no reconegut. Després de moltíssima feina de criadors a tot el món, es va aconseguir complir amb els requisits necessaris i presentar la raça com a tal a l'assemblea general de la Federació Internacional Felina, on va ser aprovada, però no obstant això, no com una varietat més de color dins de la raça siamesa, sinó com una nova raça.

## Varietat de colors
Estan reconegudes totes les varietats de colors que té el gat siamès, però sempre hauran de presentar blanc dins dels punts de color. Són: plata point & blanc, blau point & blanc, Xocolata point & blanc, Lila point & blanc, truita & blanc i Tabbies & blanc.

## Característiques

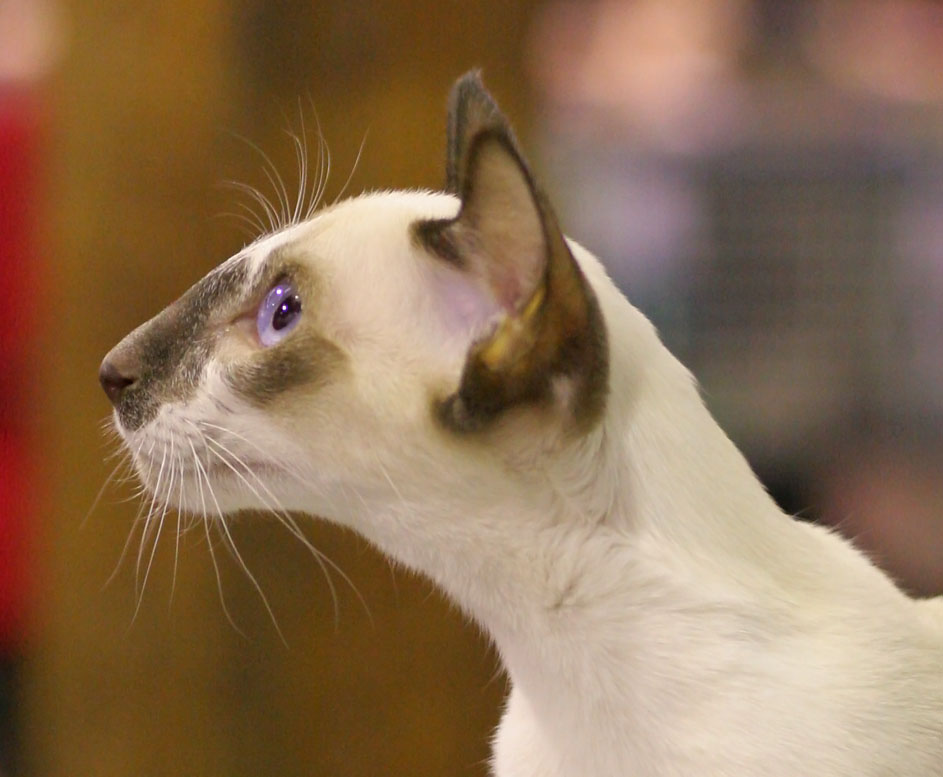
Gat seychellois

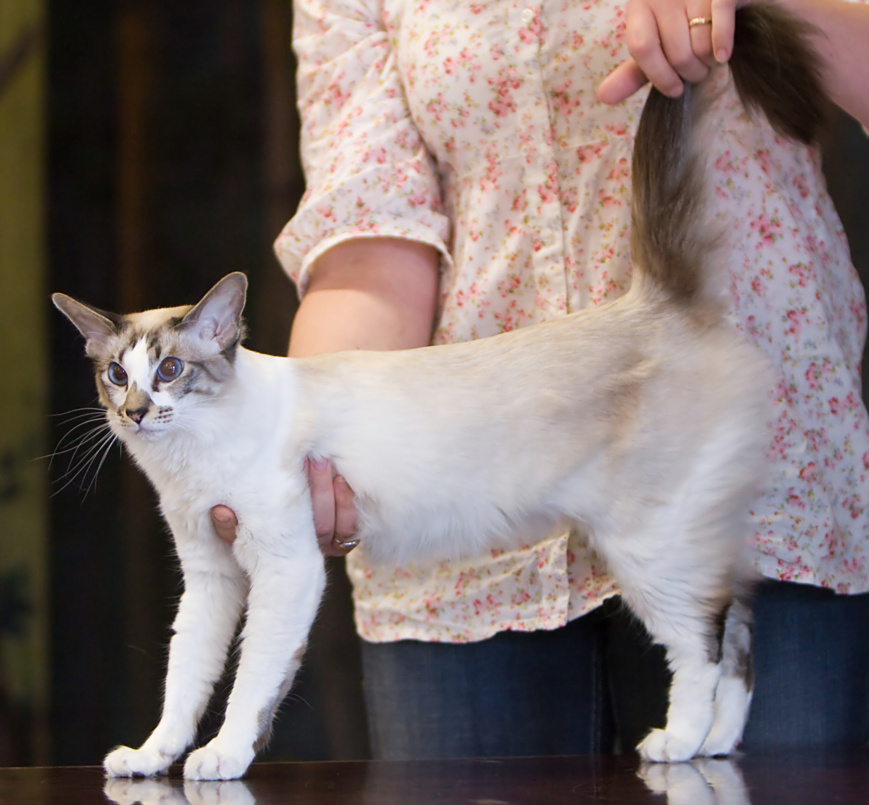
Un gat seychellois en un concurs

El Seychellois ideal és esvelt, elegant, amb línies llargues que s'afinen, elàstic i amb bona musculatura. Mida mitjana.
- Cap: Grandària mitjana, proporcionada amb el cos. Equilibrada, té forma de tascó amb línies rectes. La falca comença al nas i gradualment augmenta en amplada cap a les orelles per mitjà de línies rectes. No hauria d'haver depressió a l'alçada dels bigotis. El crani de perfil és lleugerament convex. Nas llarg i recte, continuant la línia des del front sense cap trencament visual. Morro estret. Mentó i mandíbula de grandària mitjana. La punta del mentó forma una línia vertical amb la punta del nas.

- Orelles: Grans, amples a la base i en punta, les puntes no s'han d'inclinar cap al front. Quant a la seva ubicació, continuaran les línies de la falca.

- Ulls: De grandària mitjana, ni protuberants ni enfonsats. De forma ametllada i lleugerament oblics cap al nas per continuar harmoniosament les línies de la falca. El color ha de ser pur i límpid, d'un brillant blau intens.

- Coll: Llarg i esvelt.

- Cos i estructura: Llarg i esvelt, prou musculós però delicat i elegant. Les espatlles no seran més amples que els malucs.

- Potes: Llargues i fines, proporcionades amb el cos. Peus petits i ovals.

- Cua: Molt llarga, fina fins i tot a la base. Afinada cap a la punta.

- Pelatge: Molt curt, fi, brillant i sedós, enganxat al cos i gairebé sense subpèl. La màscara de la cara, punts en les orelles, potes i cua han de correspondre a punts de color el més semblants possible. La màscara no s'estendrà per sobre tot el cap sinó que es connectarà amb les orelles per mitjà de traces de color. El color del cos ha de ser parell. Es permeten ombres clares en els flancs, però hi ha d'haver un clar contrast entre els punts i el color del cos.

- Notes: Es permeten lleugeres ombres en el cos harmonitzades amb els punts de color. En gats adults es permetrà un color de cos més profund.

- Es prohibeixen encreuaments de qualsevol varietat de color amb plata. Es podrà fer una excepció després de la sol·licitud del criador al comitè nacional de cria. En aquests casos el comitè determinarà el color de la ventrada.

- Faltes: Taques en el ventre o en els flancs o jaspiat en els punts, barres i ratlles en els punts, excepte per a les varietats "tabby".

- Faltes que neguen certificat: Contrast insuficient entre els punts i el color del cos.

- Faltes que desqualifiquen: Qualsevol color d'ulls que no sigui blau. Manca de taques blanques a les potes, cara i orelles, taca blanca a la punta de la cua, bisquera, i nus a la cua.